# Amygdalus triloba
Amygdalus triloba là loài thực vật có hoa trong họ Hoa hồng. Loài này được (Lindl.) Ricker mô tả khoa học đầu tiên năm 1917.